# Snæfellsjökull
Snæfellsjökull – stratowulkan, którego szczyt przykryty jest lodowcem, na półwyspie Snæfellsnes w Islandii, w Parku Narodowym Snæfellsjökull.

## Nazwa
Pierwotnie wulkan znany był jako Snjófell, później jako Snæfell, a kiedy okazało się, że jego czubek nakrywa lodowiec nazwę zmieniono na Snæfellsjökull, często skracaną do Jökull.

## Geografia
Snæfellsjökull znajduje się na półwyspie Snæfellsnes w zachodniej Islandii. Wznosi się na wysokość 1446 m n.p.m. i jest najbardziej na zachód wysuniętym wulkanem systemu wulkanicznego ciągnącego się na przestrzeni 30 km. Jego głęboki na 200 m krater wypełnia lodowiec spływający po stokach wulkanu.
Boki Snæfellsjökull usłane są licznymi mniejszymi stożkami. Niższe kratery boczne wyrzucały lawę bazaltową a wyższe materiał o wysokiej zawartości ditlenek krzemu. Zastygłe strumienie lawy biegną przez całą zachodnią część wulkanu aż do oceanu. Ostatnia erupcja wulkanu miała miejsce ok. roku 200. W okolicy znajduje się przynajmniej 20 pól lawowych.

## Historia
Snæfellsjökull pojawił się na mapach nawigacyjnych w XVI w. – był ważnym punktem orientacyjnym dla żeglarzy. Na mapach islandzkich zaznaczany był od czasów Guðbrandura Þorlákssona (1541–1627). Do końca XIX w. uważany był za najwyższy szczyt Islandii.
Według legendy, pierwszym który zdobył górę był Barður Dumbsson, który po tym jak zniknął ze świata i wszedł do wnętrza góry, nazywany jest Barðurem Snæfellsásem i uważany za boga, patrona ludzi żyjących wokół wulkanu. Okoliczni mieszkańcy mieli wiele opowieści o nadprzyrodzonych stworach strzegących lodowca. Góra została po raz pierwszy zdobyta 1 czerwca 1754 roku – na szczyt wspięli się Eggert Ólafsson i Bjarni Pálsson, którzy oszacowali jego wysokość na 2154 m. Pomiary z końca XVIII w. podawały 1460–1470 m a z początku XIX w. 1436 m. W 1910 roku duński sztab generalny wyznaczył dokładną wysokość na 1446 m n.p.m.
Snæfellsjökull został rozsławiony w XIX w., kiedy Juliusz Verne (1828–1905) umieścił tu akcję swojej książki Podróż do wnętrza Ziemi. Główni bohaterowie schodzą do wnętrza Ziemi poprzez Snæfellsjökull.
W 2001 roku dla ochrony lodowca, wulkanu i okolicznych terenów utworzono Park Narodowy Snæfellsjökull.